# ビハインド・ザ・マスク (マイケル・ジャクソンの曲)
「ビハインド・ザ・マスク」（原題: Behind The Mask）は、アルバム『MICHAEL』に収録されているマイケル・ジャクソンの楽曲。

## 概要
来日中だったプロデューサーのクインシー・ジョーンズがYMOのこの曲を気に入り、アルバム『スリラー』の制作中にマイケルが歌詞とメロディを補足してレコーディングまで行なっていた。しかし、坂本側がリリース前の試聴を要望したのに対しマイケル側がこれに応じず、かつ版権の分配率で折り合いがつかなかったため、収録には至らなかった。後に、坂本は自身のラジオ番組で「許可すれば良かったかもしれない、と後から冗談で幸宏と言ってます（笑）」と語っている。
このバージョンは当時マイケルのサポート・キーボーディストを務めていたグレッグ・フィリンゲインズによって2枚目のアルバム『Pulse』に収録。さらにグレッグがエリック・クラプトンのサポートを務めた関係から、クラプトンのアルバム『August』にも収録されている。坂本自身も1986年のソロ・ライブツアー『Media Bahn Live』にてマイケルのバージョンをカバーし、スタジオ録音でシングルカットもされている（ボーカルはバーナード・ファウラー）。
2010年、ジャクソンの未発表曲を集めたアルバム『MICHAEL』で初めて収録。原曲もサンプリングされている。